# Honorio II
Honorio II de nombre secular Lamberto Scannabecchi  (Fiagnano, 6 de febrero de 1060-Roma,  13 de febrero de 1130) fue el 163.er papa de la Iglesia católica, de 1124 a 1130.

## Biografía
Nombrado, en 1117, cardenal de Ostia por el papa Gelasio II, se convirtió en uno de sus más cercanos colaboradores y, cuando dicho papa fue exiliado, lo acompañó a Francia. Posteriormente, con Calixto II, actuó como legado papal y participó activamente en las negociaciones que culminarían en la firma, en 1122, del Concordato de Worms que pondrá fin a la querella de las investiduras.
Tras la muerte de Calixto II, la tradicional injerencia imperial en las elecciones papales había desaparecido debido a la inmediata muerte del emperador Enrique V.
Esta favorable oportunidad no fue aprovechada, sin embargo, por la Iglesia porque los cardenales se encontraban divididos en dos facciones apoyadas, respectivamente, por las familias Pierleoni y Frangipani que llevaron a que se eligieran dos papas: Honorio II y Celestino II. El previsible cisma quedó abortado, sin embargo, cuando Celestino II renunció espontáneamente y Honorio fue consagrado obispo de Roma el 21 de diciembre de 1124.
Inmediatamente, tuvo que decidir quién debía suceder a Enrique V en el trono alemán, ya que lo pretendían tres candidatos: Lotario, duque de Sajonia; Federico, duque de Suabia, y Conrado, duque de Franconia.
Dicha elección debía tomarla una asamblea compuesta por siete príncipes electores, tres eclesiásticos y cuatro nobles, entre los que se encontraban los tres candidatos al trono; pero al estar los electores eclesiásticos influenciados por el Papa, Honorio era quien tenía la llave de la elección. Se decantó por el duque de Sajonia que, en 1125, se convirtió en el rey alemán Lotario III al ser el candidato más propenso a respetar el concordato de Worms.
Al fallecer el duque Guillermo de Calabria y Apulia en 1127, se opuso, en un primer momento, a que el conde Roger II de Sicilia fuese su sucesor, aunque  se vio obligado posteriormente a reconocerlo.
Durante su pontificado, Bernardo de Claraval redactó la regla por la que se debería regir la recientemente fundada Orden del Temple, la cual fue reconocida oficialmente por Honorio en el concilio de Troyes.
Combatió la herejía de los albigenses, para lo cual convocó un concilio en Toulouse.
Honorio II falleció el 13 de febrero de 1130 en el convento de San Gregorio, adonde se había retirado al sentirse enfermo. Su cuerpo fue inhumado en la Basílica de San Juan de Letrán.